# 赵国藩
赵国藩（1924年12月29日—2017年2月1日），山西汾阳人，中国土木结构工程专家。1949年毕业于交通大学。1997年当选为中国工程院院士。